# Fennek
Fennek – czterokołowy bojowy wóz rozpoznawczy produkowany przez niemieckie zakłady Krauss-Maffei Wegmann oraz holenderskie zakłady Defence Vehicle Systems. Fennek nosi nazwę fenka (małego lisa pustynnego). Pojazd został stworzony na potrzebę Bundeswehry oraz armii holenderskiej w celu zastąpienia używanych przez nie wozów rozpoznawczych starszego typu.

## Opis konstrukcji
Najważniejszym założeniem konstruktorów było zapewnienie Fennkowi możliwości skrytego działania, co ma ułatwić spełnienie zadań określonych w wymaganiach, w myśl zasady – "widzieć, nie będąc widzianym". Zupełnie inaczej jak w przypadku bojowych wozów rozpoznawczych, które są skomponowane bardziej pod rozpoznanie walką i samą walkę.
Pojazd jest opancerzony, boki przedziału załogowego i kadłub wykonane są z aluminiowych płyt pancernych o grubości 28 mm, które zapewniają ochronę przed pociskami przeciwpancernymi kalibru 7,62 mm. Pojazd wyposażony jest w system ochrony przed bronią ABC. Szczególną uwagę poświęcono zabezpieczeniu załogi przed skutkami wybuchów min oraz obniżeniu emitowanego promieniowania podczerwonego i odbiciu promieniowania radarowego poprzez zainstalowanie specjalnych filtrów siatkowych na szybach kuloodpornych i wykorzystanie niektórych, przydatnych także dla wozów bojowych, elementów technologii stealth.
Początkowo zakładano, że pojazd będzie pływał, jednak ostatecznie, nie udało się pogodzić zadowalającego stopnia ochrony wnętrza z wymaganą masą, więc z pływalności zrezygnowano.
Modułowe opancerzenie zapewnia ochronę przed przeciwpancernymi pociskami karabinowymi 7,62 mm ze wszystkich stron. Do montażu ceramiczno-stalowych modułów pancerza dodatkowego, samonośny aluminiowy kadłub jest przystosowany fabrycznie.
Załoga składa się z trzech osób: kierowcy siedzącego z przodu pośrodku, dowódcy – z tyłu po lewej oraz celowniczego/operatora łączności – po prawej. Dobrze przeszklony kadłub zapewnia kierowcy niezakłóconą obserwację w sektorze 180 stopni. Ma on do dyspozycji również kamerę z tyłu pojazdu (w przyszłości być może noktowizyjną z przodu), której obraz wyświetla się na monitorze na prawo od zegarów. Pomiędzy siedzeniem dowódcy i celowniczego znajdują się półki na urządzenia łączności. Każdy członek załogi ma do dyspozycji niezależny właz w stropie. Fotele dowódcy i celowniczego są ruchome w pionie, dzięki czemu można siedzieć wysoko, mieć dostęp do podłużnych okienek bocznych lub wolantów uzbrojenia bądź nisko i obsługiwać panele wektroniki. Przedział załogi jest klimatyzowany przez wysokowydajną klimatyzację, spełniającą swe zadanie w zakresie temperatur od -31 do 49 °C.

## Uzbrojenie
Uzbrojenie montowane w napędzanej elektrycznie wieży, obracanej w zakresie 360° w poziomie i od -10° do +40° w pionie stanowi: w wersji niemieckiej 40-mm granatnik automatyczny GMG, a wersji holenderskiej karabin maszynowy kalibru 7,62 mm lub 12,7 mm oraz trzy wyrzutnie granatów dymnych. Uzbrojenie kierowane jest z wnętrza wozu za pomocą celownika optycznego PERI Z17 lub (po montażu) celownika noktowizyjnego.

## Wyposażenie
Kluczowym elementem wyposażenia jest głowica elektrooptyczna BAA firmy STN Atlas Electronic (obecnie Rheinmetall Defence Electronic) wyposażona w kamerę termowizyjną, kamerę dzienną CCD oraz dalmierz laserowy. Całkowicie chowana w kadłubie głowica, została umieszczona na wysuwanym maszcie o wysokości 1,5 m, czyli może się znaleźć 3,3 m nad ziemią. Głowica obraca się w zakresie 220°, zakres podniesienia wynosi od -30° do 30°. Co istotne, głowica oraz dalmierz laserowy współpracują z pokładowym systemem TCCS.
Pojazd wyposażony jest w taktyczny system rozpoznania i dowodzenia TCCS (Tactical Command and Control System). W 2006 r. wszedł do użycia nowy system dowodzenia FuWES, który daje lepsze zobrazowanie sytuacji taktycznej w czasie zbliżonym do rzeczywistego. Dzięki temu nie tylko załoga, ale również dowództwo mogą śledzić poczynania przeciwnika oraz mieć podgląd na aktualny kierunek rozpoznania. Obecnie FuWES zastępuje TCCS w starszych pojazdach. Pojazd może automatycznie współpracować z systemem dystrybucji danych taktycznych i kierowania ogniem Adler. W wersji holenderskiej wyposażenie radiowe stanowi radiostacja VHF TRC 9500 francuskiej firmy Thomson-CSF, w niemieckiej radiostacja VHF typu SEM 80/90 i radiostacja HF typu HRM 7400, obie firmy Alcatel SEL AG.

## Galeria

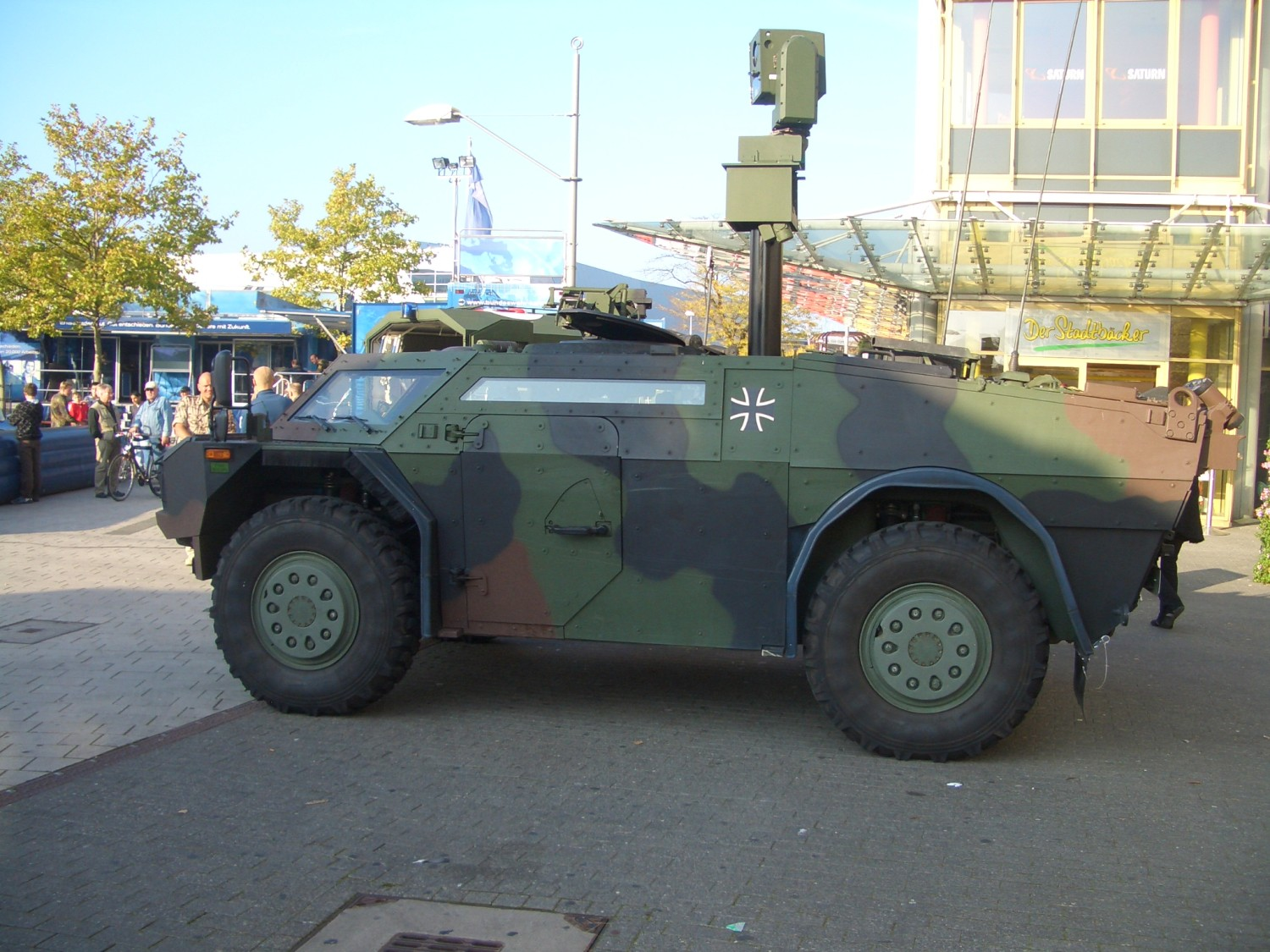
Fennek, widok z boku. Podniesiona głowica obserwacyjna.
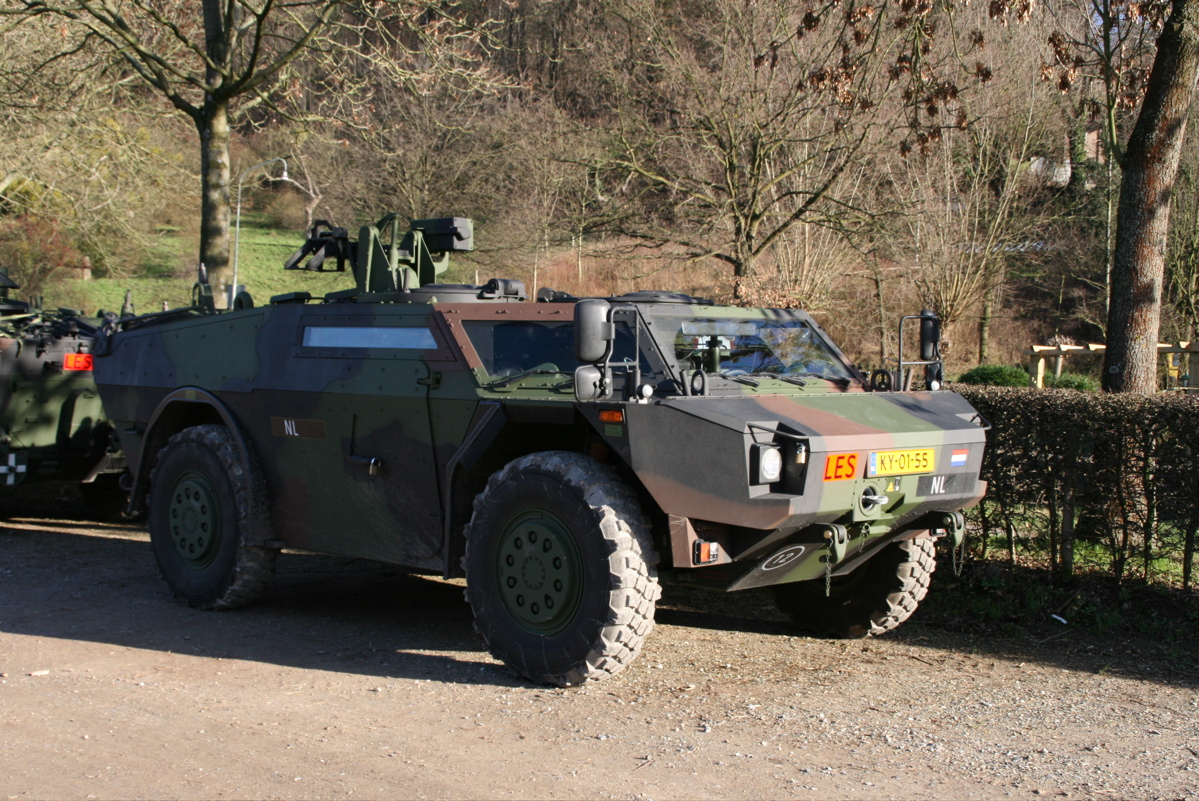
Fennek w barwach armii holenderskich
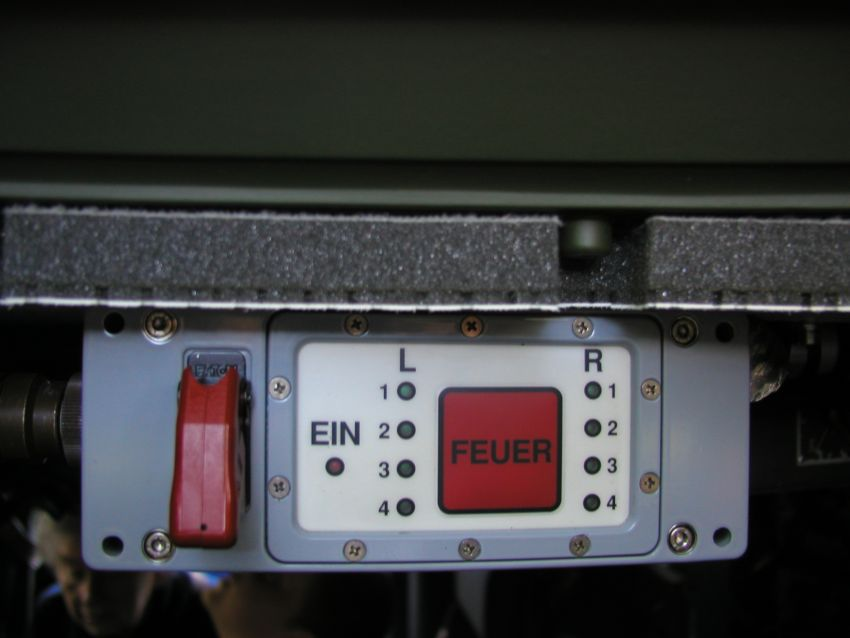
Panel odpalania granatów dymnych (lampki 1,2,3,4 oznaczają poszczególne granaty dymne).
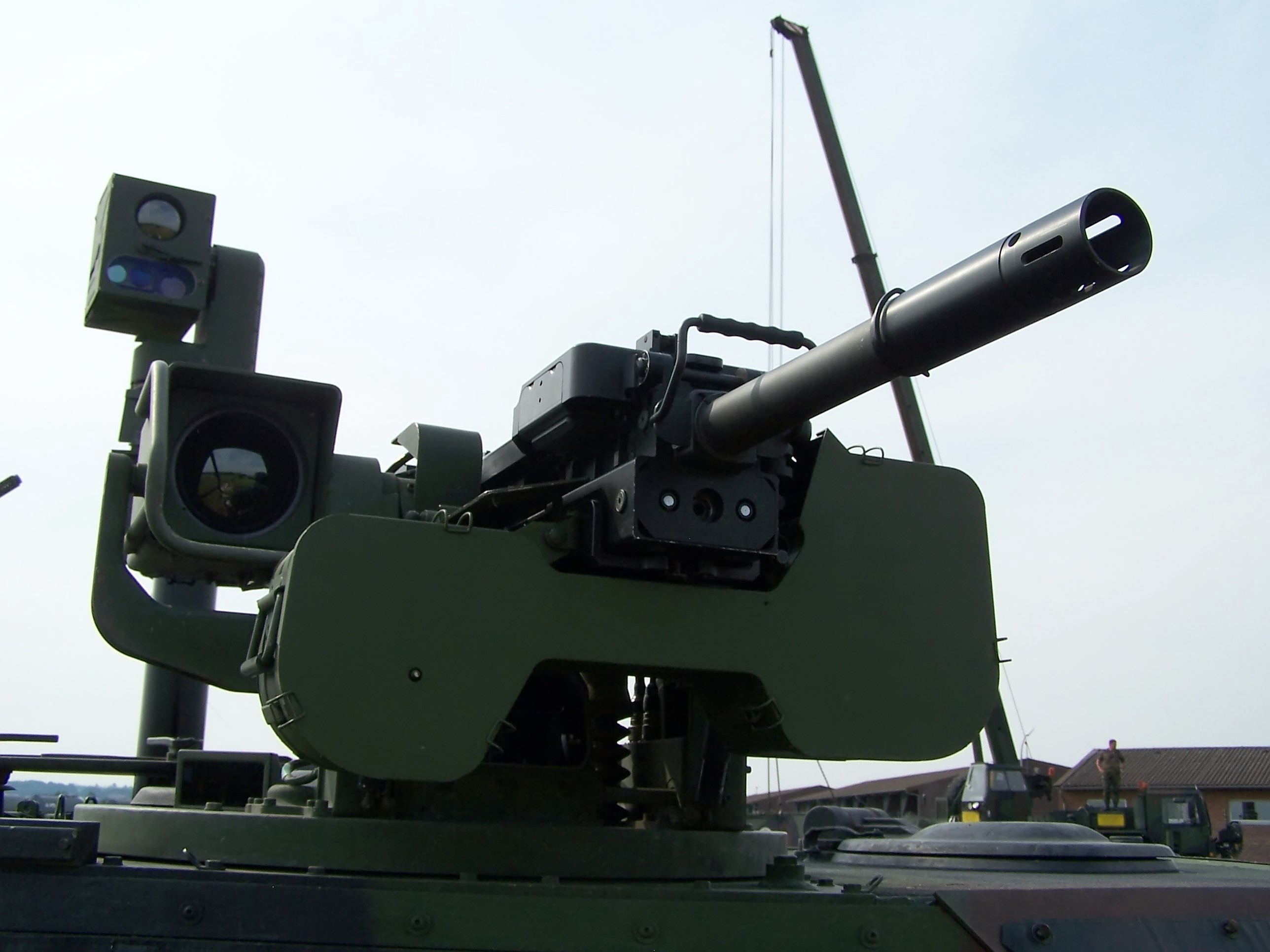
Granatnik GMG na pokładzie Fennka